# Tranvia di Navapolack
La tranvia di Navapolack è una linea tranviaria che serve la città bielorussa di Navapolack.
La linea, aperta nel 1974, ha una lunghezza di 9,1 km e uno scartamento di 1524 mm.